# Bhinda Jatt
Bhinda Jatt (n. 15 de agosto de 1978 en San Joaquín, California, Estados Unidos), es un cantante y compositor indio. Su carrera musical empezó a partir de 1996, cuando se hizo conocer por primera vez como cantante tras lanzar su primer álbum discográfico titulado "California King".

## Discografía
| Año  | Álbum                      | Etiqueta                                    |
| ---- | -------------------------- | ------------------------------------------- |
| 2016 | Giddha Paa                 | MovieBox/Speed Records                      |
| 2014 | Mere Waheguru              | Music Waves                                 |
| 2013 | Cheere Waleya Munde        | MovieBox                                    |
| 2012 | Jawani                     | Genre Records                               |
| 2005 | Lutt Lia Dil               | ISB Records                                 |
| 2003 | Yaarian                    | Audio Touch                                 |
| 2002 | Jhanzer Teri               | Audio Touch                                 |
| 2001 | Whatz Up                   |                                             |
| 2000 | Patolah Oh Janda           |                                             |
| 1999 | It's All Good              |                                             |
| 1997 | Folk Warrior of California | Music Waves Kiss Records SuperTone Melodies |
| 1996 | California King            |                                             |

### Colaboraciones
| Año  | Canción       | Etiqueta | Notas                                             |
| ---- | ------------- | -------- | ------------------------------------------------- |
| 2010 | Glassy Nachdi | MovieBox | Guest appearance with DJ Vix and Surinder Shinda. |